# 高砂山願念坊祭り
高砂山願念坊祭り（たかさごやまがんねんぼうまつり）は富山県富山市下大久保ならびに上大久保地区にて、毎年4月第2日曜日に行なわれる戦国時代より続く八幡宮の春季祭礼で、多くの子供達が同地区を練り歩き、指定された各所で願念坊踊りを踊る。また子供達と供に1基の曳山（高砂山）を曳航する。

## 概要
大阪の石山本願寺を織田信長が攻めた石山合戦の際、越中の僧侶や門徒たちの多くも支援に向かった。やがて朝廷は勅使を遣わし和睦が図られ、約10年もの長きに亘った紛争が終了したことを喜び僧侶が踊ったのが始まりとされる。大正の初め頃からは1862年（文久2年）に八尾町（現 富山市）今町より譲り受けた高砂山といわれる曳山が子供達と供に曳航するようになった。昭和10年代から第二次世界大戦の影響で祭り自体が一時廃絶したが、寄付を募り曳山の修復などを行い、1976年（昭和51年）に復興を遂げた。現在では五穀豊穣を願う八幡宮の春季祭礼として続けられている。
2020年（令和2年）、新型コロナウイルス感染症の拡大を受け、関係諸団体はこの年の開催を中止。翌2021年（令和3年）は巡行路を短縮し行われた。
曳山（高砂山）は1976年（昭和51年）12月18日 に大沢野町（現 富山市指定）の有形民俗文化財に指定されている。また2006年（平成18年）には、「とやまの文化財百選（とやまの祭り百選部門）」に選定されているほか、曳山の先導役として上大久保地区が獅子（獅子舞）を出しているが、この獅子舞は2005年（平成17年）に、「とやまの文化財百選（とやまの獅子舞百選部門）」に選定されている。

## 願念坊踊り
願念坊踊りは大久保小学校、大沢野中学校の生徒達（以前は小学5年生が中心であった）が、紅白の巫女姿や黄色と萌葱色の着物を着た女子と、法被姿の男子が願念坊踊り唄に合わせ指定された十数か所にて踊る。囃子、唄には笛・尺八・三味線・太鼓を用いる。踊りは「手踊り」、「たすき踊り（手拭い踊り）」、四つ竹といわれる4枚に竹を切ったものを鳴らす「竹踊り」がある。また曳山とは別に囃し方が乗る屋台が同行する。

## 曳山（高砂山）
曳山は、八尾町（現 富山市）で現在も続く越中八尾曳山祭の氏子町である今町が、二代目の曳山を1862年（文久2年）に造り替えた際、初代の曳山を古物商を介し同年に譲り受けたもので、安永年間（1775年頃）に創建されたものといわれ、高さ・6.1m、長さ・約4.61m、一階部分2.36m、幅・屋根部分3m、一階部分1.9mの二層構造屋台形式の彫刻山（棟覆山）で屋根は入母屋造。前後の軒は唐破風である。屋根の四隅には瓔珞（ようらく）が提がっている。上層は高欄で囲み屋根を支える4本柱には紋が入った天幕が張られ、中には祭り（曳山）の名前の由来でもある御神体（人形）の尉（じょう）と姥（うば）が供えられる。今町の時代は天神様であったが譲り受けたあと変更された。後方の見越（けんけし）は供えられていない。下層には御簾が三方に掛けられており、天幕、御簾には梅鉢紋が入っている。かつてはここに「楽人」といわれる囃し方が入っていたが、現在は囃し方専用の屋台があるため中では演奏していない。曳くための梶棒（長柄）は前方だけに備わっている。車輪は直径60cm、幅15cm の4輪の地車（内車）様式で釘などの金具は使用していないなど、八尾曳山の江戸時代当時の姿を色濃く残しており貴重なものである。夜には曳山上部に提灯が付けられ提灯山となる。
曳山は1876年（明治9年）から1887年（明治20年）にかけて修理が行われており、修理費は頼母子講（たのもしこう）によって工面された。1976年（昭和51年）の復興時には、寄付を募り曳山の修復などを行った。

## 主な日程
午前9時に下大久保八幡宮にて生徒たちが奉納踊りを行なったあと、揃いの法被を羽織った若者達によって曳かれる曳山を伴い、午前10時20分ごろ上大久保天満宮へ向かう。下大久保と上大久保の境界線では、上大久保獅子舞保存会による迎え獅子が行われ、その後上大久保天満宮近隣まで笛や太鼓を鳴らしながら曳山と生徒達を先導する。また願念坊踊りは指定された十数か所で披露される。夜になると曳山は提灯山となり、踊りも各所で踊られ、午後9時ごろに八幡宮へ戻る。

## その他
富山県内では毎年9月3日に小矢部市綾子の太田神社秋季祭礼にて綾子の「願念坊踊り」として踊り継がれているものがあり、1965年（昭和40年）3月16日に小矢部市の無形民俗文化財として指定されている。